# Proceso AOD

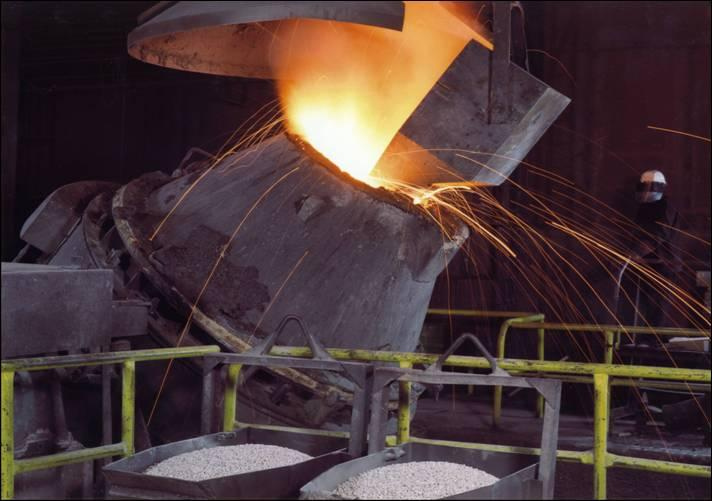
Afinado de un acero al 9,5% en un convertidor de descarburación con oxígeno y argón (AOD)

La descarburación con oxígeno y argón (AOD) es un proceso que se usa principalmente en la fabricación del acero inoxidable y de otras aleaciones inoxidables con elementos oxidables como cromo y aluminio. Después de la fusión inicial, el metal se transfiere a un recipiente AOD donde se somete a tres pasos de refinado: descarburizado, reducción y desulfuración.
El proceso AOD fue inventado en 1954 por la División Lindé de la compañía Union Carbide (conocida como Praxair en el año 1992).

## Proceso
El AOD normalmente se divide en estos simples tres pasos principales: descarburización, reducción y desulfuración.

### Descarburización
Antes del paso de la descarburización, se debe tener en cuenta un paso más: la dessiliconización, que es un factor muy importante para la dureza del revestimiento refractario y para la posterior purificación del metal con el que se está trabajando.
El paso de descarburización está controlado por las proporciones de oxígeno y argón o nitrógeno necesarias para eliminar el carbono del baño de metal. Las proporciones se pueden hacer en cualquier número de fases para facilitar la reacción. Los gases generalmente se soplan a través de una lanza superior (solo oxígeno) y toberas en los lados o en las partes inferiores (oxígeno con una cubierta de gases nobles o inertes). Las etapas de soplado eliminan el carbono mediante la combinación de oxígeno y carbono formando monóxido de carbono.
4 Cr(baño) + 3 O2 → 2 Cr2O3(escoria)
Cr2O3(escoria) + 3 C(baño) → 3 CO(gas) + 2 Cr(baño)
Para impulsar la reacción a la formación de CO, la presión parcial de CO se reduce utilizando argón o nitrógeno. Dado que el recipiente AOD no se calienta externamente, las etapas del soplado también se utilizan para el control de temperatura. La quema de carbono aumenta la temperatura del baño del metal. Al final de este proceso, alrededor del 97% de Cromo se retiene en el acero.

### Reducción
Una vez alcanzado el nivel deseado de carbono y temperatura, el proceso pasa a la fase de reducción, que permite recuperar los elementos oxidados como el cromo de la escoria. Para conseguirlo, se realizan adiciones de aleaciones con elementos que tienen una mayor afinidad por el oxígeno que el cromo, utilizando una aleación de silicio o de aluminio. La mezcla de reducción también incluye cal (CaO) y espato de flúor (CaF2). La adición de cal y espato de flúor ayuda a impulsar la reducción de Cr2O3 y manejar la escoria, manteniendo reducido el volumen de la escoria fundida.

### Desulfuración
La desulfuración se logra al tener una alta concentración de cal en la escoria y una baja actividad de oxígeno en el baño de metal.
S(baño) + CaO(escoria) → CaS(escoria) + O(baño)
Entonces, se agregan adiciones de cal para diluir el azufre dentro del baño de metal. Además, se puede agregar aluminio o silicio para eliminar el oxígeno, y otras adiciones de aleación de recorte al final del paso. Una vez que se han alcanzado el nivel de azufre deseado, la escoria se elimina del recipiente AOD y el baño de metal está listo para colarse. Después, el baño de metal fundido se envía a una estación de agitación para una mayor reducción de elementos químicos o a un equipo de colada para su fundición.